# Vietcong 2
Vietcong 2 är ett datorspel som utspelar sig under Vietnamkriget 1968 i staden Huế i centrala Vietnam under Têt-offensiven. Vietcong 2 är uppföljaren till det framgångsrika spelet Vietcong. 
Vietcong 2 är på sätt och viss unikt gentemot andra datorspel som berör Vietnamkriget då det efter att man har spelat igenom alla uppdrag på den amerikanska sidan låter spelaren spela ett fåtal bonusuppdrag på FNLs sida (Viet Cong). I spelet introduceras man till FNL:s sida genom att man väljer att begå självmord i en gisslansituation med en västerländsk präst och historien utspelas sedan i den dagbok man bar med sig.
Att speltillverkarna valt att FNL-soldaten som man spelar ska begå självmord är intressant från en annan synvinkel. Vietcong 2 är det första spelet som låter spelaren strida mot amerikanarna i ett uppdragsbaserat spelläge. 
Spelet innehåller 13 uppdrag på den amerikanska sidan och 4 uppdrag på FNL:s sida.